# NGC 1661
NGC 1661 je galaksija u zviježđu Orionu.

## Vanjske poveznice
- SEDS: NGC 1661